# Retrato de María Eulalia de Borbón
El retrato de María Eulalia de Borbón y Borbón, infanta de España es una obra realizada en 1895 que actualmente se conserva en el Gabinete de Dibujos, Estampas y Fotografías del Museo del Prado. Fue ejecutada por el rey de Portugal Carlos I, siendo una de las pocas obras de la escuela portuguesa que tiene el museo. Procede del Museo de Arte Moderno. 
La obra retrata a la infanta Eulalia de Borbón, hija menor de la reina española Isabel II, de quien el monarca luso estuvo enamorado antes de su matrimonio con la princesa Amelia de Orleans en 1886.